# Phaeostigma (Phaeostigma) promethei
Phaeostigma (Phaeostigma) promethei is een kameelhalsvliegensoort uit de familie van de Raphidiidae. De soort komt voor in de voormalige Sovjet-Unie.
Phaeostigma (Phaeostigma) promethei werd voor het eerst wetenschappelijk beschreven door H. Aspöck et al. in 1983.